# بن كولينز
بن كولينز (بالإنجليزية:Ben Collins ) هو مهندس سابق في ناسا، وكان قائد لمشروع دبيان في الفترة من أبريل 2001 إلى أبريل 2002. وخلفه في المنصب دايل جاربي. عمل لدى شركة كانونيكال، كزعيم لفريق نواة اوبنتو لينكس. حاليا يعمل لدى Bluecherry كمبرمج نواة لينكس.

## وصلات خارجية
- صفحة بن كولينز
- صفحة بن كولينز على لانشباد

| سبقه ويشيرت اكريمان | قائمة قادة مشروع دبيان April 2001 – April 2002 | تبعه دايل جاربي |